# 존 피스크
존 피스크(John Fiske, 1939년 9월 12일 ~ 2021년 7월 12일)는 영국의 미디어학자, 문화이론가이다. 주 연구분야는 문화연구, 대중문화 비평, 기호학과 텔레비전 연구이다.
피스크는 1939년 영국 브리스톨에서 태어났다. 케임브리지 대학교에서 영문학 석사를 받았으며 레이먼드 윌리엄스의 영향을 받았다. 셰필드 공과대학교, 웨일즈 공과대학교, 커틴 대학교와 위스콘신 대학교 매디슨에서 커뮤니케이션학으로 강의해오다가 2000년 퇴임하였다. 2000년 위스콘신 대학교 매디슨 명예교수에 임명되었으며 2008년 앤트워프 대학교에서 명예박사학위를 받았다.
주요 저서로 《커뮤니케이션학이란 무엇인가》(Introduction to Communication Studies, 1982), 《대중문화의 이해》(Understanding Popular Culture, 1989), 《텔레비전 문화》(Television Culture, 1987), 《Media Matters》(1994), 《Power Plays, Power Works》(1993) 등이 있다.